# Верхньопротерозойські осадові породи (Яришів)
Верхньопротерозо́йські оса́дові поро́ди — геологічна пам'ятка природи місцевого значення.
Розташована неподалік с. Лядова Могилів-Подільського району Вінницької області. Оголошено відповідно до Рішення Вінницького облвиконкому від 22.06.1972 р. № 335 та від 29.08.1984 р. № 371. Охороняються унікальні природні виходи на поверхню стародавніх осадових порід по долині р. Лядова, які, на думку вчених, мають вік 500—615 млн років.